# Mascarade (film, 1941)
Pour les articles homonymes, voir Mascarade (homonymie).

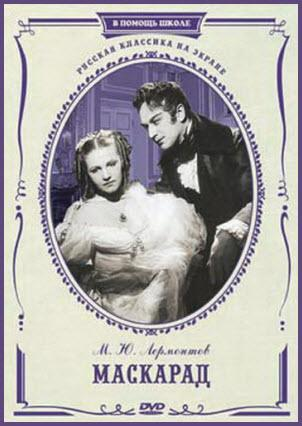
Affiche du film Mascarade (1941)

Mascarade (en russe : Маскарад) est un film dramatique soviétique de long métrage de 1941 basé sur le drame éponyme de Mikhaïl Lermontov réalisé par Serguei Guerassimov.

## Synopsis
Eugène Arbenin, joueur et homme à femmes, épouse Nina, une jeune beauté modèle de pureté et de bonté, et commence une nouvelle vie retirée et silencieuse. Mais il ne peut pas tromper ceux qu'il a humiliés et qui croient que le diable est toujours en son âme. Une combinaison de circonstances fatales éveille sa jalousie et en quelques jours, d'un mari aimant il devient un meurtrier. Il verse du poison dans la crème de Nina et, avec un sentiment de satisfaction de la justice, il regarde son agonie. Cependant, après avoir reçu des preuves de son innocence, il devient fou. Est-ce le triomphe de la justice de Dieu ou de la malchance ?

## Distribution
- Nikolai Mordvinov : Arbenin
- Tamara Makarova : Nina
- Mikhaaîl Sadovski : le prince Zvezdich
- Sofia Magarill : la baronne Shtral
- Emil Gal : Shprih
- Serguei Guerassimov : l'inconnu
- Lioubov Sokolova : dame au bal

## Fiche technique
- Scénario : Serguei Guerassimov, basé sur la pièce Mascarade de Mikhaïl Lermontov
- Réalisation : Serguei Guerassimov
- Opérateur : Vyacheslav Gordanov
- Direction artistique : Simon Meynkin
- Musique : Benoît Pouchkov
- Son : Zahar Zalkind, Konstantin Gordon